# Al Khalifa
Casa de Khalifa (em árabe: آل خليفة) é a família real do Barém que professa o islamismo sunita. Tem se mantido no poder quase continuamente desde 1783, quando o país se tornou independente do Império Afexárida, até a atualidade.
O atual chefe da família é Hamad bin Isa al-Khalifa, que se tornou o Emir do Barém em 1999, e por meio da Carta de Ação Nacional, o Barém foi declarado um reino e Hamad o rei em 2002.

## Lista de monarcas do Barém da família al-Khalifa
| Nome | Anos como governante          | Titulo            |
| --- | ----------------------------- | ----------------- |
| Ahmed bin Muhammad bin Khalifa                                                                                              | 1783–1796                     | Hakim             |
| Abdullah bin Ahmad al-Khalifa, ruling jointly with Shaikh Salman bin Ahmad Al Khalifa Shaikh Khalifah bin Sulman al-Khalifa | 1796–1843 1796–1825 1825–1834 | Hakim Hakim Hakim |
| Muhammad bin Khalifah al-Khalifa                                                                                            | 1834–1842 1849–1868 1869-1869 | Hakim             |
| Ali bin Khalifah al-Khalifa                                                                                                 | 1868–1869                     | Hakim             |
| Muhammad bin Abdullah al-Khalifa                                                                                            | 1869-1869                     | Hakim             |
| Isa bin Ali al-Khalifa | 1869–1932                     | Hakim             |
| Hamad bin Isa al-Khalifa | 1932–1942                     | Hakim             |
| Salman bin Hamadal-Khalifa                                                                                                  | 1942–1961                     | Hakim             |
| Shaikh Isa bin Sulman al-Khalifa                                                                                            | 1961–1971 1971–1999           | Hakim Emir        |
| Hamad bin Isa al-Khalifa | 1999–2002 2002–               | Emir Rei          |